# Villarrasa
Villarrasa ist eine spanische Gemeinde der Provinz Huelva in Andalusien mit 2.128 Einwohnern (Stand: 2024). Die Gemeinde gehört zur Comarca El Condado.

## Lage
Villarrasa liegt etwa 40 Kilometer (Luftlinie) ostnordöstlich von Huelva in einer Höhe von ca. 75 m am Río Tinto. Durch die Gemeinde führt die Bahnstrecke Huelva–Sevilla und die Autovía A-49 von Huelva nach Sevilla.

## Bevölkerungsentwicklung
| Jahr      | 1970  | 1980  | 1990  | 2000  | 2010  | 2020  |
| Einwohner | 2.425 | 2.310 | 2.182 | 2.085 | 2.190 | 2.216 |

## Sehenswürdigkeiten
- Vinzenzkirche (Iglesia de San Vicente Martír)
- Kapelle Unsere Liebe Frau von Angustias / Nuestra Señora de las Angustias
- Rathaus

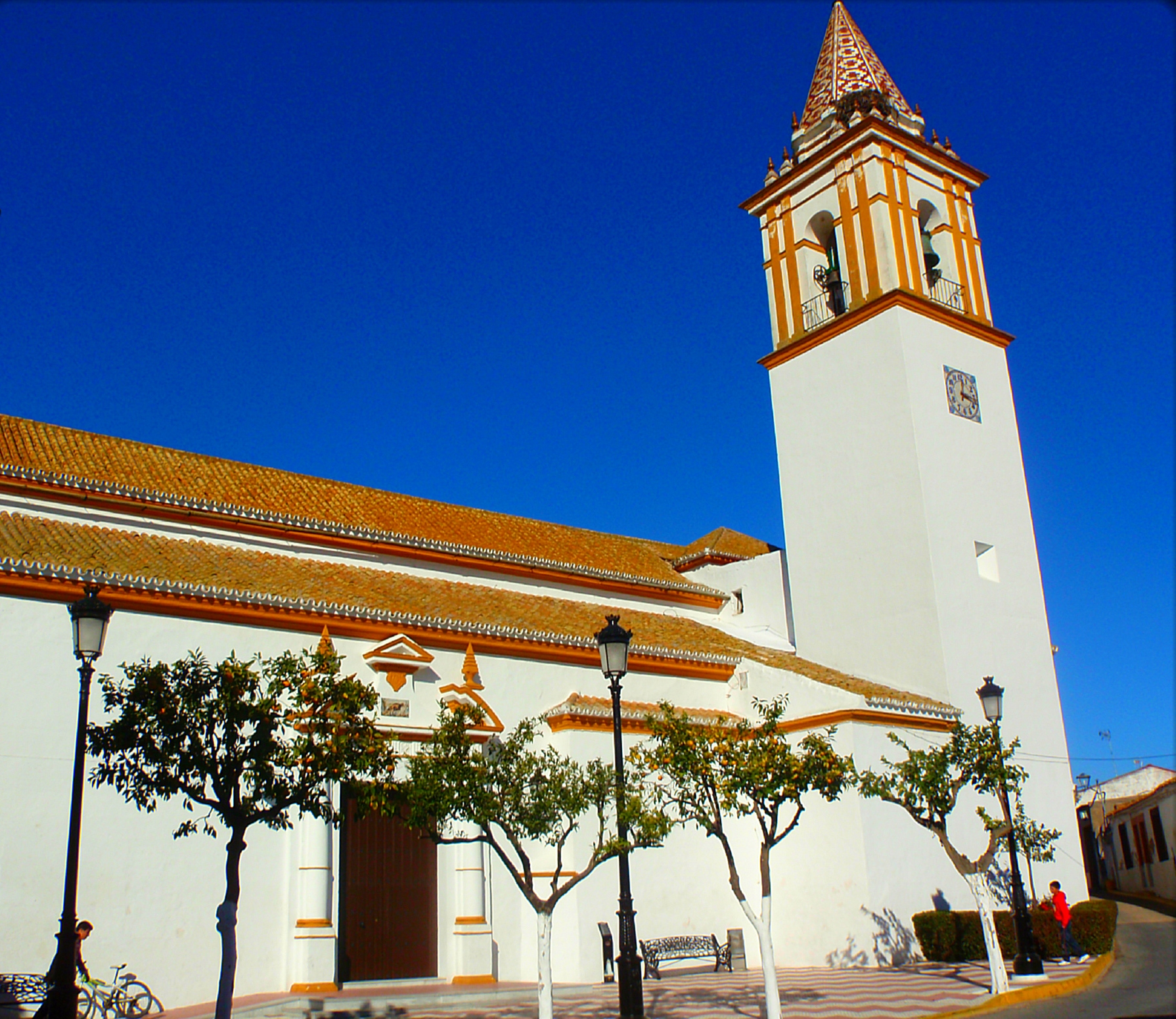
Vinzenzkirche
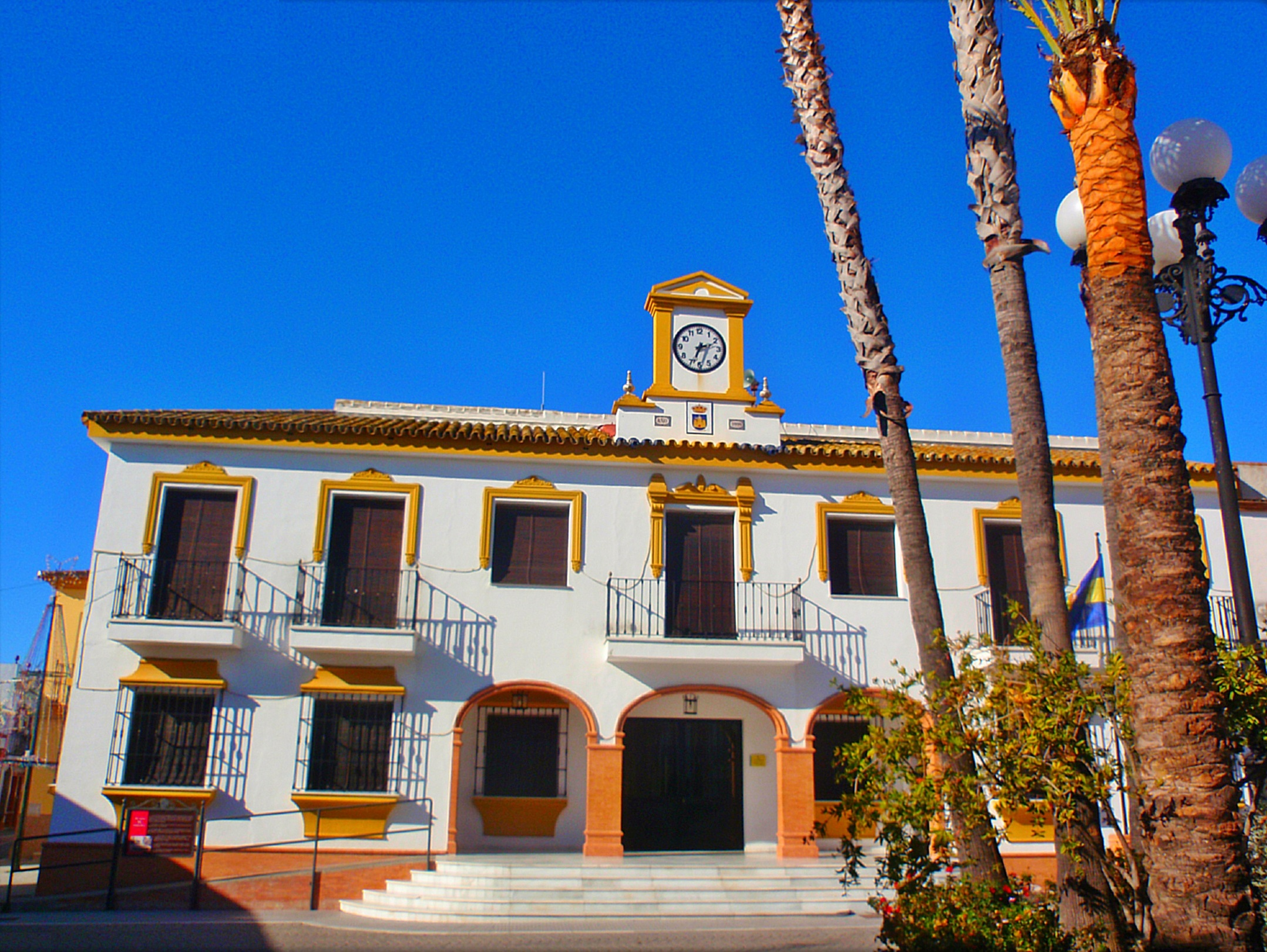
Rathaus

## Persönlichkeiten
- Agustín María García López (* 1949), Dichter und Zeichner
- Alfonso Garcia Matamoros (Anfang des 16. Jahrhunderts–1572), Rhetoriker und Humanist, vermutlich hier geboren